# マリー・フランソワ・グザヴィエ・ビシャ

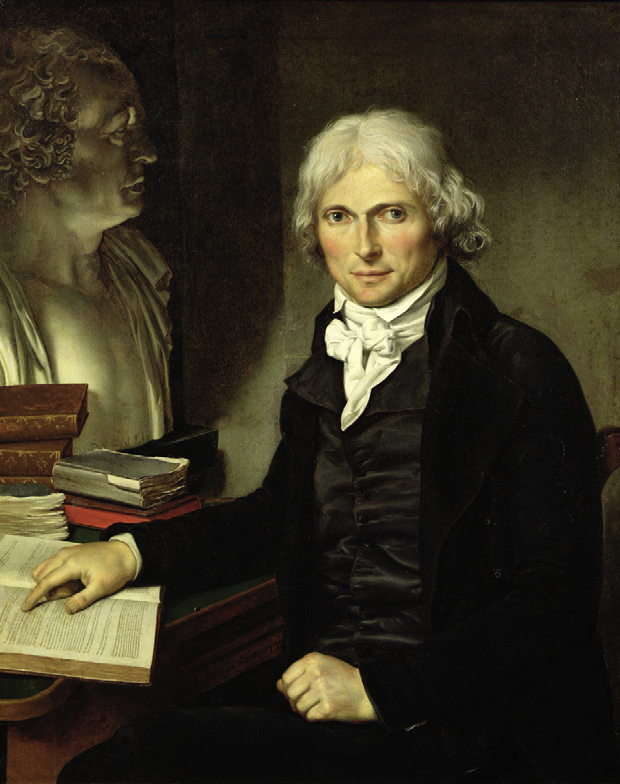
Marie François Xavier Bichat

マリー・フランソワ・グザヴィエ・ビシャ（Marie François Xavier Bichat、1771年11月14日 - 1802年7月22日）は18世紀のフランスの解剖学者、生理学者である。『一般解剖学』を著し、人体の諸器官を構成する組織を21種類に分割、区別し、疾病は組織にあるという説をたてた。近代組織学の父とされる。

## 生涯
ジュラのトワレット (Thoirette) に開業医の息子として生まれた。モンペリエで数学を学んだ後、医学に転じた。1791年から1793年まで、リヨンの外科医マルク＝アントワーヌ・プティ (Marc-Antoine Petit) のもとで外科学と解剖学を学んだ。1793年、フランス革命の擾乱のなかリヨンからパリに逃れた。その後、パリ・オテルデュ病院 (Hôtel-Dieu de Paris) の筆頭外科医ピエール＝ジョゼフ・ドソー (またはドゥソー) (Pierre-Joseph Desault) の元で働き、『外科学雑誌』(Journal de Chirurgie) の編集を行った。1796年に医学競進協会 (Sociéte Médicale d’Émulation de Paris) を設立し、1797年から解剖学、生理学、外科学の教育を始めた。1801年からパリ・オテルデュ病院の医師を務めた。1802年に死亡。死因は死後剖検によっても不明であったとされる。

## 業績
ビシャは多数の解剖を行い、その数は1801年から1802年の冬だけで600例に及んだ。彼は顕微鏡を信用していなかったため、その発見に細胞構造に関するものはないが、それにもかかわらず人体を構築する21種類の組織を識別した。そして、臓器は異なる組織の集合体であり、疾病はある特定の組織の異常から始まると考え、イタリアの解剖学者ジョヴァンニ＝バッティスタ・モルガーニによる臓器病理学と、後にルドルフ・ウィルヒョウが開くことになる細胞病理学との架け橋となった。

## 著書
- Traité des membranes en général, et de diverses membranes en particulier (『一般的な膜といくつかの特殊な膜についての概論』), 1799.
- Recherches physiologiques sur la vie et la mort (『生と死の生理学研究』), 1800〔邦訳: マリー・フランソワ・グザヴィエ・ビシャ『生と死の生理学研究』(第１部「生の生理学研究」の翻訳), 小松美彦・金子章予訳, 国書刊行会 (十八世紀叢書第７巻『生と死』所収), 2020 ;  マリー・フランソワ・グザヴィエ・ビシャ『生と死に関する生理学的研究』(第１部「生に関する生理学的研究」および第２部「死に関する生理学的研究」の翻訳), 鮫島夏樹訳, 北海道医療新聞社, 2016 ; ザビエル・ビシャー『死に関する生理学的研究』(『生と死に関する生理学的研究』第２部の翻訳), 鮫島夏樹訳, 北海道医療新聞社, 2010〕
- Anatomie générale appliquée à la physiologie et à la médecine (『生理学と医学に応用した一般解剖学』) 全四巻, 1801.
- Traité d’anatomie descriptive (『記述解剖学概論』) 全五巻, 1801-1803 (第三巻の半ばまでビシャ自身が執筆[1]).